# GLONASS

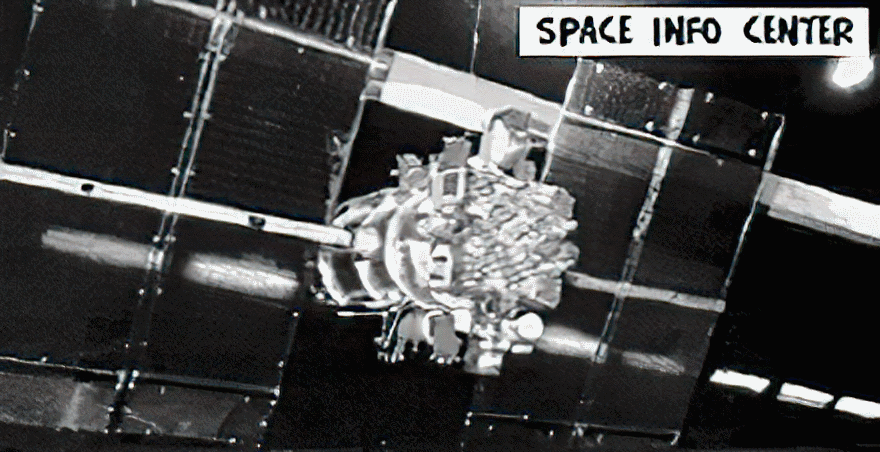
Vệ tinh của hệ GLONASS

GLONASS (tiếng Nga: ГЛОбальная НАвигационная Спутниковая Система - ГЛОНАСС; chuyển tự: Global'naya Navigatsionnaya Sputnikovaya Sistema) là hệ thống vệ tinh định vị toàn cầu của Liên bang Nga, dùng cho cả mục đích dân sự lẫn quân sự, tương tự như GPS (NAVSTAR) của Hoa Kỳ hay Galileo của Liên minh châu Âu. Nền của hệ là 24 vệ tinh, chuyển động trên bề mặt Trái Đất theo 3 mặt quỹ đạo với góc nghiêng 64,8°, và độ cao 19.100 km.
Vệ tinh đầu tiên của GLONASS được Liên Xô đưa lên quỹ đạo ngày 12 tháng 10 năm 1982. Trong các năm tiếp theo, nhiều vệ tinh được phóng lên, và vào ngày 24 tháng 9 năm 1993 hệ chính thức được đưa vào sử dụng sau khi đã bao phủ hết diện tích toàn cầu. Hệ thống này được coi là đối trọng với Hệ thống định vị toàn cầu GPS của Mỹ.

## Các nguyên lý hoạt động
Các vệ tinh của hệ GLONASS liên tục phóng ra các tín hiệu định vị theo 2 dạng: tín hiệu định vị chính xác chuẩn (Ch) ở tần số L1 (1,6 GHz) và tín hiệu định vị chính xác cao (C) ở tần số L1 và L2 (1,2 GHz). Thông tin, cung cấp bởi tín hiệu định vị Сh, mở cho tất cả người dùng trên nền toàn cầu và liên tục và đảm bảo khi dùng máy thu GLONASS, khả năng xác định:
- các tọa độ ngang với độ chính xác 50–70 m (độ tin cậy 99,7%);
- các tọa độ đứng với độ chính xác 70 m (độ tin cậy 99,7%);
- các véc-tơ thành phần của vận tốc với độ chính xác 15 cm/s (độ tin cậy 99,7%)
- thời gian chính xác với độ chính xác 0,7 mcs (độ tin cậy 99,7%).

Các độ chính xác này có thể tăng lên đáng kể, nếu dùng phương pháp định vị vi phân và/hay các phương pháp đo bổ sung đặc biệt.
Tín hiệu C về cơ bản, được chỉ định dành cho các nhu cầu của Bộ Quốc phòng Nga, và việc sử dụng trái phép không được khuyến khích. Câu hỏi về việc cung cấp tín hiệu C cho nhu cầu dân sự đang trong tình trạng xem xét.
Để xác định các tọa độ không gian và thời gian chính xác cần nhận và xử lý các tín hiệu định vị từ không ít hơn 4 vệ tinh GLONASS. Khi nhận các tín hiệu sóng định vị GLONASS máy thu, dùng các phương pháp kỹ thuật sóng đã biết, đo các độ dài đến các vệ tinh nhìn thấy và đo các vận tốc chuyển động của chúng.

## Các lần phóng
- 25 tháng 12 năm 2005, 8:07 Moskva, từ sân bay vũ trụ Baykonur, tên lửa mang Proton-K, đưa lên quỹ đạo một vệ tinh GLONASS và 2 vệ tinh GLONASS-M với nguồn mở sử dụng để làm đủ nhóm GLONASS.
- 26 tháng 12 năm 2006, tên lửa mang Proton-K, đưa lên quỹ đạo 3 vệ tinh GLONASS-M.
- 2007, có kế hoạch phóng 2 tên lửa mang Proton với 3 vệ tinh GLONASS-M trong mỗi chiếc
- 2008, phóng tên lửa mang Proton với 3 vệ tinh GLONASS-M và tên lửa Soyuz với 2 máy vũ trụ GLONASS-K mới.

## GLONASS ngày nay
Vào thời điểm năm 2005, nhóm vệ tinh gồm 26 vệ tinh, gồm 21 vệ tinh đang hoạt động, còn ba cái chuẩn bị đưa vào hoạt động và 2 dùng để dự phòng thay thế. Số lượng này chưa đủ để bao phủ toàn bộ bề mặt Quả Đất (cần tối thiểu 24 vệ tinh hoạt động cùng một lúc).
Độ mở tích phân GLONASS trên Trái Đất: 80%
Độ mở tích phân GLONASS trên Nga: 94%
Đứt quãng tối đa của sự định vị trên Trái Đất: 2.4 giờ
Đứt quãng tối đa của sự định vị trên Nga: 0.5 giờ
Để tăng số lượng vệ tinh lên 18 trên lãnh thổ Nga để việc định vị liên tục được đảm bảo 100%. Trên phần còn lại của quả đất theo đây sự ngắt trong việc định vị có thể đạt đến полутора часов. Việc định vị liên tục thực sự trên toàn bộ khu vực của quả đất được bảo đảm trên nhóm quỹ đạo từ 24 vệ tinh.
Các máy vũ trụ làm việc trong thời gian hiện tại gồm 6 vệ tinh «GLONASS-M», (1 phóng vào năm 2003, 2 — vào 2005, 3 — vào 2006), có thời gian bảo hành tồn tại tích cực là 7 năm. Các vệ tinh này, khác với các máy thế hệ trước, phóng 2 tín hiệu dành cho các nhu cầu dân dụng, cho phép tăng độ chính xác của việc xác định vị trí.
Tương ứng với yêu cầu của Tổng thống LB Nga nhóm tối thiểu từ 18 vệ tinh cần hoàn tất vào năm 2007. Nhóm đầy đủ từ 24 vệ tinh tương ứng với chương trình liên bang «Hệ định vị toàn cầu» cần hoàn tất vào năm 2010.
Các vệ tinh «GLONASS-М» trong thành phần nhóm quỹ đạo sẽ ở trên không gian, như tối thiểu, đến năm 2015. Các thử nghiệm bay của các vệ tinh негерметичных thế hệ mới «GLONASS-K» với các đặc tính tốt hơn (thời gian bảo hành tăng lên 10 năm và tần số thứ ba của L-диапазон dành cho các nhu cầu dân dụng) cần được bắt đầu vào năm 2008. Vệ tinh này sẽ nhẹ hơn 2 lần so với thế hệ trước (ví dụ 700 kg so với 1415 kg ở «GLONASS-M»)
Trong tương lai, sau khi hoàn tất nhóm quỹ đạo từ 24 vệ tinh, để đảm bảo sự cung cấp của nó cần thực hiện mỗi năm 1 cuộc phóng 2 vệ tinh «GLONASS-К» trên tên lửa mang «Sojuz», để giảm khấu hao sử dụng.
Ngày 29 tháng 11 năm 2006, bộ trưởng Quốc phòng Sergey Ivanov, trong chuyến thăm Học viện định vị sóng và thời gian Nga, thông báo rằng hệ GLONASS trong thời gian tới sẽ dùng cho dân sự.
Năm 2019 trên quỹ đạo đang có 23 vệ tinh được phóng lên trong khoảng thời gian từ 2007-2019. Trong số này, có 13 vệ tinh được đưa vào quỹ đạo trong giai đoạn 2007-2011 có thời hạn làm việc là 7 năm và đã quá hạn sử dụng, một số trong 13 vệ tinh trên lẽ ra phải được thay thế từ rất lâu. Mười vệ tinh GLONASS khác được đưa lên quỹ đạo trong các năm 2012-2019 là những vệ tinh có thời hạn sử dụng 7 và 10 năm còn 4 vệ tinh nữa không được sử dụng theo đúng chức năng nhưng thời hạn sử dụng cũng đã đến ngưỡng.
Trong một cuộc phỏng vấn năm 2014, Nikolay Testoyedov - chủ tịch của ISS Reshetnev - tuyên bố rằng việc sản xuất vệ tinh GLONASS-M sẽ kết thúc vào năm 2015 và sau đó phiên bản mới hơn là GLONASS-K sẽ được sản xuất thay thế
Nga có kế hoạch đến năm 2024 sẽ tự sản xuất toàn bộ các linh kiện vệ tinh để tránh việc phải phụ thuộc vào linh kiện nhập khẩu Trong một bài báo năm 2015 đăng trên tờ báo Izvestia của Nga thì Nga đã bắt đầu phát triển phiên bản mới của vệ tinh GLONASS được trang bị các thành phần độc quyền do Nga sản xuất và có thể được tạo ra trong 4 - 5 năm. Tổng giám đốc của Roselectronics Andrei Zverev nói với báo Izvestia rằng chương trình thay thế nhập khẩu sẽ có kế hoạch đến năm 2019, 80% cơ sở thành phần điện tử của các vệ tinh sẽ được sản xuất trong nước. Tuy nhiên đến đầu năm 2019 thì những tuyên bố đầy tham vọng của đại diện các doanh nghiệp trong nước Nga về việc họ đã sẵn sàng thay thế các vật liệu, linh kiện chi tiết nhập khẩu vẫn chỉ dừng ở lời nói. Các thiết bị vũ trụ quá hạn nhưng vẫn phải sử dụng nên xác suất hỏng hóc lớn đang là một trong những vấn đề nghiêm trọng đối với hệ thống GLONASS. Chính phủ Nga năm 2019 từng tính đến khả năng dừng chế tạo vệ tinh GLONASS-K vì họ chưa có các linh kiện đồng bộ. Chương trình "thay thế nhập khẩu" bằng các linh kiện chi tiết tự sản xuất cho các vệ tinh GLONASS được Nga khởi động từ năm 2018 và được thiết kế cho giai đoạn đến năm 2023. Tuy nhiên, có những quan ngại rằng để thực hiện chương trình, cần phải có kinh phí nhưng nhà nước Nga có thể không cung cấp được một số tiền lớn như vậy, nhất là trong bối cảnh ngân sách liên bang dành để duy trì, phát triển và sử dụng hệ thống GLONASS trong giai đoạn 2012- 2020 đã bị điều chỉnh theo hướng cắt giảm mạnh.
Theo một bài báo từ năm 2015, dự kiến cuối năm 2019, Nga bắt đầu sản xuất các vệ tinh Glonass-K2, được phát triển bởi ISS Reshetnev (Hệ thống vệ tinh thông tin Reshetnev). Trong khi GLONASS-K có tới 90% thiết bị điện tử nhập từ nước ngoài thì GLONASS-K2 mới dự kiến sẽ sử dụng toàn bộ các thành phần làm tại Nga. Các vệ tinh GLONASS-K2 dự kiến sẽ được đưa lên quỹ đạo bắt đầu từ năm 2020. Tới tháng 12/2019, Nikolai Testoedov, Tổng Giám đốc của công ty cổ phần Hệ thống Vệ tinh Thông tin Vệ tinh cho biết vẫn còn 12% linh kiện điện tử trên vệ tinh Glonass phải nhập khẩu và đề ra nhiệm vụ đến năm 2026 100% linh kiện sẽ chế tạo trong nước. Việc chuyển đổi hệ thống Glonass sang các vệ tinh Glonass-K2 hoàn toàn sử dụng các linh kiện trong nước sẽ diễn ra sớm hơn 4 năm - dự kiến không phải vào năm 2030 như kế hoạch ban đầu, mà là vào năm 2026.
Hệ thống Glonass dự kiến sẽ chuyển sang sử dụng 34 vệ tinh mới Glonass-K2 vào năm 2030, tới lúc đó mới có thể nâng độ chính xác của hệ thống lên tới mức 5 cm. Trong giai đoạn 2021-2030, Nga dự định sẽ phóng tổng cộng 20 tên lửa Soyuz-2.1b và tên lửa Angara-A5, đưa 28 vệ tinh Glonass-K2 vào quỹ đạo
Việc phóng vệ tinh đầu tiên được lên kế hoạch thực hiện vào cuối năm 2017 - đầu năm 2018  nhưng sau đó dời lại vào cuối năm 2019 - đầu năm 2020, tiếp tục dời sang năm 2021 và lại tiếp tục bị hoãn lại đến năm 2022.

## Sự cố 2010
3 vệ tinh định vị GLONASS - M phóng lên quỹ đạo ngày 5 tháng 12 năm 2010 từ sân bay vũ trụ Baikonur đã rơi xuống ngoài khơi quần đảo Hawaii, Thái Bình Dương do lỗi ở tên lửa đẩy Proton làm chệch hướng khi rời khỏi bệ phóng một góc 8 độ so với dự kiến.